# Liste der denkmalgeschützten Objekte in Hochburg-Ach
Die Liste der denkmalgeschützten Objekte in Hochburg-Ach enthält die 11 denkmalgeschützten, unbeweglichen Objekte der Gemeinde Hochburg-Ach.

## Denkmäler
| Foto |                 | Denkmal                                                                            | Standort                                          | Beschreibung | Metadaten |
| ---- | --------------- | ---------------------------------------------------------------------------------- | ------------------------------------------------- | --- | --- |
| ja   | Datei hochladen | Wohnhaus, sog. Chirurgenhaus HERIS-ID: 73646 Objekt-ID: 86962                      | Ach 7 Standort KG: Ach                            | Das sogenannte Chirurgenhaus hat einen spätmittelalterlichen bis frühneuzeitlichen Kern und wurde im späten 18. oder frühen 19. Jahrhundert insbesondere an der Fassade in biedermeierlichen Formen verändert. Es verfügt über zahlreiche „handwerklich solide gefertigte Bauteile“, die die „baukünstlerische Bedeutung des Gebäudes“ unterstreichen. | BDA-Hist.: Q38133205 Status: Bescheid Stand der BDA-Liste: 2025-06-30 Name: Wohnhaus, sog. Chirurgenhaus GstNr.: 24/1                                                             |
| ja   | Datei hochladen | Ehem. Zollhaus HERIS-ID: 46890 Objekt-ID: 49190                                    | Ach 11 Standort KG: Ach                           | Das ehemalige Zollhaus in Hochburg-Ach ist im Kern aus dem 16. Jahrhundert. Durch Um- und Zubauten im Spätbarock und im Biedermeier entstand das Haus in der bestehenden Form. Auf dem Abhang zur Salzach stehend hat das Haus drei Geschoße, wobei das Erdgeschoß auf Pfeilern mit Korbbögen ruht. | BDA-Hist.: Q38024510 Status: Bescheid Stand der BDA-Liste: 2025-06-30 Name: Ehem. Zollhaus GstNr.: .3                                                                             |
| ja   | Datei hochladen | Hinterlohnerkapelle HERIS-ID: 40485 Objekt-ID: 40426                               | bei Geretsdorf 1 Standort KG: Oberkriebach        | Die Hinterlohnerkapelle wurde im Jahr 1840 errichtet und 1854 verändert. Zwischen 1993 und 1996 erfolgte eine umfassende Renovierung. Sie zeichnet sich durch ihre vergleichsweise große Bauweise aus. Der Altar ist mit zwei Säulen und einem Rocailleaufsatz gestaltet. Das Altarbild soll ursprünglich aus der Pfarrkirche Burghausen stammen. | BDA-Hist.: Q37994657 Status: Bescheid Stand der BDA-Liste: 2025-06-30 Name: Hinterlohnerkapelle GstNr.: .92 Hinterlohnerkapelle Geretsdorf                                        |
| ja   | Datei hochladen | Musikschule HERIS-ID: 73600 Objekt-ID: 86906                                       | Hochburg 3 Standort KG: Hochburg                  | | BDA-Hist.: Q38133108 Status: § 2a Stand der BDA-Liste: 2025-06-30 Name: Musikschule GstNr.: .22                                                                                   |
| ja   | Datei hochladen | Pfarrhof HERIS-ID: 73598 Objekt-ID: 86904                                          | Lindenstraße 3 Standort KG: Hochburg              | | BDA-Hist.: Q38133098 Status: § 2a Stand der BDA-Liste: 2025-06-30 Name: Pfarrhof GstNr.: 268                                                                                      |
| ja   | Datei hochladen | Heimathaus, Franz-Xaver-Gruber-Gedächtnishaus HERIS-ID: 73636 Objekt-ID: 86950     | Franz-Xaver-Gruber-Straße 1 Standort KG: Hochburg | Das als Heimathaus und Franz-Xaver-Gruber-Museum genutzte Holzhaus wurde 1976 aus einer Nachbargemeinde in den Ort Hochburg übertragen. In einem ähnlichen Haus wurde der Komponist von Stille Nacht, heilige Nacht im November 1787 geboren. Sein eigentliches Geburtshaus wurde 1927 abgetragen. | BDA-Hist.: Q38133172 Status: § 2a Stand der BDA-Liste: 2025-06-30 Name: Heimathaus, Franz Xaver-Gruber-Gedächtnishaus GstNr.: 200/7 Franz-Xaver-Gruber-Gedächtnishaus, Hochburg   |
| ja   | Datei hochladen | Kath. Pfarrkirche Mariae Himmelfahrt und Friedhof HERIS-ID: 37986 Objekt-ID: 37463 | Hochburg Standort KG: Hochburg                    | Die gotische Kirche entstand zwischen der zweiten Dekade und der Mitte des 15. Jahrhunderts. Zunächst wurden Langhaus, Chor und Sakristei errichtet, später folgte der Turm. Letzterer erhielt 1728 einen barocken Zwiebelhelm. Als Dreistützenbauwerk in der Bauweise der Braunauer Bürgerspitalkirche und mit einem Grundriss, der weitgehende Ähnlichkeiten mit der Pfarrkirche Eggelsberg aufweist, hat diese Kirche einen hohen baugeschichtlichen Wert. Eine Renovierung erfolgte 1951. | BDA-Hist.: Q26252084 Status: § 2a Stand der BDA-Liste: 2025-06-30 Name: Kath. Pfarrkirche Mariae Himmelfahrt und Friedhof GstNr.: .1, 195 Pfarrkirche Mariä Himmelfahrt, Hochburg |
| ja   | Datei hochladen | Kath. Pfarrkirche Mariae Heimsuchung HERIS-ID: 51997 Objekt-ID: 57855              | Wanghausen Standort KG: Ach                       | Die Pfarrkirche Maria Ach hat ein einschiffiges Langhaus mit Netzrippengewölbe. Sie wurde 1354 oder 1404 erbaut, wobei möglich ist, dass es sich bei letzterer Jahreszahl lediglich um das Datum der Weihe handelt. | BDA-Hist.: Q26252206 Status: § 2a Stand der BDA-Liste: 2025-06-30 Name: Kath. Pfarrkirche Mariae Heimsuchung GstNr.: .33 Church of the Visitation (Maria Ach)                     |
| ja   | Datei hochladen | Schloss Wanghausen HERIS-ID: 37987 Objekt-ID: 37464                                | Wanghausen 28 Standort KG: Ach                    | Das Schloss Wangenhausen, ein viergeschoßigen Bruchsteinbau mit glatter Fassade, hohem Satteldach und rechteckigem Grundriss, wurde erstmals im Jahr 1280 schriftlich erwähnt. | BDA-Hist.: Q2243964 Status: Bescheid Stand der BDA-Liste: 2025-06-30 Name: Schloss Wanghausen GstNr.: .55, .52 Schloss Wanghausen                                                 |
| ja   | Datei hochladen | Pfarrhof HERIS-ID: 73638 Objekt-ID: 86954                                          | Wanghausen 35 Standort KG: Ach                    | | BDA-Hist.: Q38133185 Status: § 2a Stand der BDA-Liste: 2025-06-30 Name: Pfarrhof GstNr.: .34                                                                                      |
| ja   | Datei hochladen | Goldbrünnl-Kapelle HERIS-ID: 73661 Objekt-ID: 86980                                | gegenüber Wanghausen 35 Standort KG: Ach          | Das Goldbrünnl ist eine Grotte mit Schutzdach, die sich gegenüber dem Pfarrhof befindet. Darin befindet sich ein Holzbildwerk der Marienklage. Vor der Kapelle entspringt eine Quelle, der bereits im Helmbrecht-Epos (um 1250/1280) Heilkraft zugeschrieben wird. Die Bründlkapelle selbst wird auf das 17./18. Jahrhundert datiert. In den Jahren 1979/1980 wurde die Anlage neu gestaltet.                                                                                                 | BDA-Hist.: Q38133249 Status: § 2a Stand der BDA-Liste: 2025-06-30 Name: Goldbrünnl-Kapelle GstNr.: 57/2                                                                           |